# Дюсбаба, Джонни
Джонни Дюсбаба (нидерл. Johnny Dusbaba; род. 14 марта 1956, Гаага) — нидерландский футболист, завершивший игровую карьеру, выступал на позиции защитника за команды «АДО Ден Хааг», «Аякс», «Андерлехт», «Стандард», НАК Бреда и «Синт-Никлас». За сборную Нидерландов провёл четыре матча.

## Биография

### Клубная карьера
Джонни Дюсбаба начал свою футбольную карьеру в клубе «АДО Ден Хаг» из города Гаага в 1973 году. В своём первом сезоне, 18-летний защитник провёл 33 матча в чемпионате Нидерландов сезона 1973/74, а его клуб занял 13 место в чемпионате. Игра молодого защитника сразу заинтересовала амстердамский «Аякс», в который он перешёл в 1974 году.
Перейдя в «Аякс» Дюсбаба сразу стал игроком основного состава, проведя 31 матч в сезоне 1974/75, «Аякс» же довольствовался только третьим местом в турнирной таблице. Год спустя «Аякс» так же занял третье место в чемпионате. В своём последнем за «Аякс» сезоне 1976/77 Дюсбаба провёл все 34 матча чемпионата Нидерландов и забил 2 мяча, а также стал чемпионом Нидерландов.

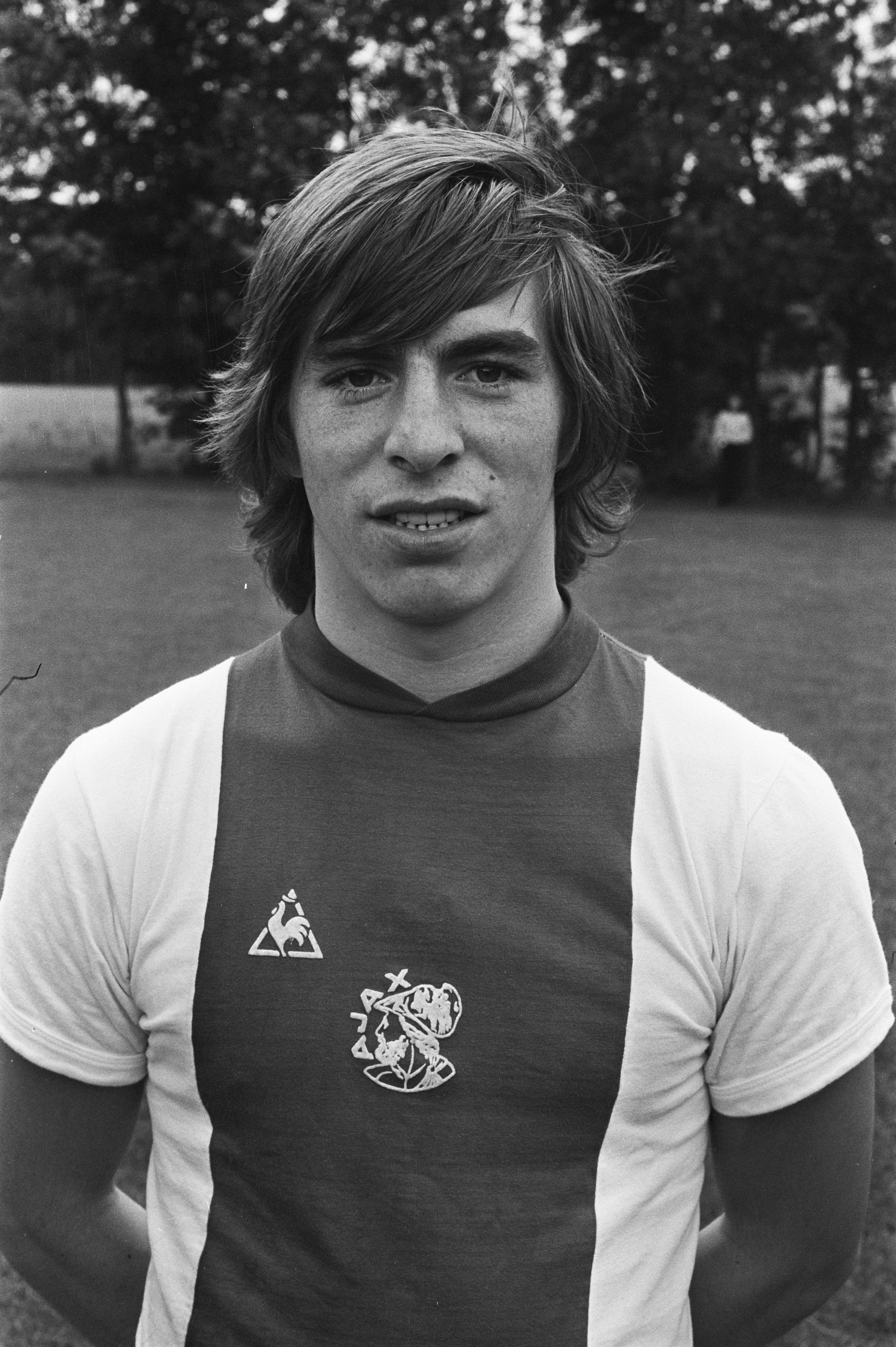
Дюсбаба в форме «Аякса»

В 1977 году Дюсбаба отправился в Бельгию выступать за «Андерлехт». В своём первом сезоне в чемпионате Бельгии сезона 1977/78 Джонни провёл 33 матча, а «Андерлехт» занял второе место в чемпионате, отстав от чемпиона «Брюгге» на одно очко. В сезоне 1978/79 Дюсбаба также стал серебряным призёром чемпионата Бельгии. Сезон 1979/80 стал для Дюсбабы и «Андерлехта» не самым удачным, клуб занял лишь 5 место в чемпионате. В последнем сезоне за «Андерлехт» Дюсбаба провёл 17 матчей и стал чемпионом Бельгии сезона 1980/81. Всего Джонни провёл за «Андерлехт» 117 матчей и забил 1 мяч.
Покинув клуб Дюсбаба перешёл в другой бельгийский клуб «Стандард», но в нём провёл лишь один сезон, проведя в чемпионате Бельгии сезона 1981/82 всего 16 игр. В 1982 году Дюсбаба вернулся в Нидерланды и стал игроком клуб НАК Бреда. В НАКе Джонни не часто попадал в основной состав, проведя в чемпионате Нидерландов всего 19 матчей, а его клуб занявший 17 предпоследнее место в турнирной таблице, покинул чемпионат. В сезоне 1983/84 Дюсбаба выступал вместе с клубом во втором нидерландском дивизионе, однако не дожидаясь окончания сезона Дюсбаба покинул НАК и отправился обратно в Бельгию, где в течение двух сезонов выступал за клуб «Синт-Никлас». Свою карьеру Дюсбаба завершил как игрок второго бельгийского чемпионата, так в сезоне 1984/85 «Синт-Никлас» покинул высший дивизион и отправился лигой ниже, в которой Дюсбаба провёл 5 матчей.

### Карьера в сборной
В национальной сборной Нидерландов Дюсбаба дебютировал 31 августа 1977 года, выйдя на замену на 65 минуте матча против сборной Исландии. Матч завершился победой нидерландцев со счётом 4:1. В своём втором матче за сборную, против сборной Северной Ирландии, Джонни так же вышел на замену на 50 минуте, а матч закончился 1:0 в пользу Нидерландов.
Свой первый матч, когда Дюсбаба был включён в состав с первых минут, произошёл 26 октября 1976 года в матче квалификационного турнира к Чемпионату Мира 1978 года против сборной Бельгии, матч завершился победой «оранжевых» (прозвище сборной Нидерландов) со счётом 1:0.
Свою последнюю игру за сборную, Дюсбаба провёл 11 октября 1978 года в матче квалификационного турнира к Чемпионату Европы 1980 года против Швейцарии, выйдя на замену на 20 минуте. Швейцарцы потерпели поражение со счётом 3:1. Всего Дюсбаба провёл 4 матча за сборную Нидерландов.

## Статистика

### Матчи Дюсбабы за сборную Нидерландов
| Матчи Дюсбабы за сборную Нидерландов | Матчи Дюсбабы за сборную Нидерландов | Матчи Дюсбабы за сборную Нидерландов | Матчи Дюсбабы за сборную Нидерландов | Матчи Дюсбабы за сборную Нидерландов | Матчи Дюсбабы за сборную Нидерландов |
| ------------------------------------ | ------------------------------------ | ------------------------------------ | ------------------------------------ | ------------------------------------ | ------------------------------------ |
| №                                    | Дата                                 | Соперник                             | Счёт                                 | Голы Дюсбабы                         | Соревнование                         |
| 1                                    | 31 августа 1977                      | Исландия                             | 4:1                                  | —                                    | Чемпионат мира 1978 (отбор)          |
| 2                                    | 12 октября 1977                      | Северная Ирландия                    | 1:0                                  | —                                    | Чемпионат мира 1978 (отбор)          |
| 3                                    | 26 октября 1977                      | Бельгия                              | 1:0                                  | —                                    | Чемпионат мира 1978 (отбор)          |
| 4                                    | 11 октября 1978                      | Швейцария                            | 3:1                                  | —                                    | Чемпионат Европы 1980 (отбор)        |

Итого: 4 матча / 0 голов; 4 победы, 0 ничьих, 0 поражений.

## Достижения
- Чемпион Нидерландов: 1976/77
- Чемпион Бельгии: 1980/81
- Обладатель Кубка обладателей кубков УЕФА: 1978
- Обладатель Суперкубка Европы: 1978

## Интересный факт
Нидерландская группа «Emotional Elvis», которая состоит из бывших профессиональных футболистов, выпустила музыкальный альбом в честь Джонни Дюсбабы, альбом получил название «The Johnny Dusbaba EP», в который вошло пять музыкальных композиций: «Head Down», «Little Oral Annie», «Mushroom Blitzkrieg», «Pretty Little Mf», «Centrefold Kisses».